# Tóquio Porto 9 horas
Tóquio Porto 9 horas (dt.: Tokio Porto 9 Stunden) ist ein Kurzfilm des portugiesischen Regisseurs João Nuno Brochado aus dem Jahr 2008. Der 8-minütige Dokumentarfilm vergleicht den Alltag in den beiden Städten Tokio und Porto, die durch einen Zeitunterschied von neun Stunden getrennt sind.
Der Film entstand an der Katholischen Universität in Porto. Er wurde in der Split-Screen-Technik in Schwarz-Weiß gedreht. In der linken Hälfte werden Alltagsszenen aus Tokio gezeigt, in der rechten vergleichbare Szenen aus Porto. 
Er stand 2008 im nationalen Kurzfilmwettbewerb des Festivals Doclisboa.

## Auszeichnungen
- 2008: Don Quijote-Preis der FICC | IFSS-Jury beim Festival Caminhos do Cinema Português
- 2008: lobende Erwähnung beim Festival Black & White